# Hallines
Hallines – miejscowość i gmina we Francji, w regionie Hauts-de-France, w departamencie Pas-de-Calais.
Według danych na rok 1990 gminę zamieszkiwało 1396 osób, a gęstość zaludnienia wynosiła 244 osób/km² (wśród 1549 gmin regionu Nord-Pas-de-Calais Hallines plasuje się na 456. miejscu pod względem liczby ludności, natomiast pod względem powierzchni na miejscu 619.).